# Zurich, Kansas
Zurich är en ort i Rooks County i Kansas. Vid 2010 års folkräkning hade Zurich 99 invånare.